# Greater Sudbury
Greater Sudbury, numit oficial City of Greater Sudbury,  este un oraș din provincia Ontario, Canada. Cu peste 160.000 de locuitori este cel mai mare oraș din regiunea Ontario de Nord.
Orașul Greater Sudbury a fost înființat în anul 2001 prin fuzionarea orașelor Sudbury, Capreol, Nickel Centre, Onaping Falls, Rayside-Balfour, Valley East și Walden precum și a mai multor comune neîncorporate.